# 小島源三郎

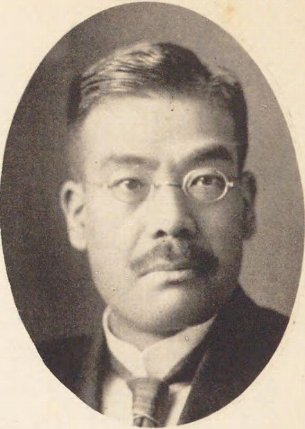
小島源三郎

小島 源三郎（こじま げんざぶろう、1874年（明治7年）11月15日 - 1934年（昭和9年）5月19日）は、日本の内務官僚、弁護士。官選秋田県知事、静岡市長。

## 経歴
群馬県勢多郡駒形町出身。小島彦右衛門の二男として生まれる。群馬県尋常中学校、私立日本中学校を経て、第一高等学校を卒業。1911年7月、東京帝国大学法科大学法律学科（仏法）を卒業。同年11月、文官高等試験行政科試験に合格。内務省に入省し総務局属となる。
以後、広島県参事官、内務省参事官、関東州民政署事務官・旅順支署長、関東都督府民政署長、長崎県事務官・第四部長、静岡県事務官・内務部長などを経て、1913年6月、兵庫県内務部長となる。
1916年4月、秋田県知事に就任。吉乃鉱山精錬所設置問題で反対する地元側を支援。そのため、1917年1月に知事を休職となる。同年11月28日、依願免本官となり退官した。
同年、原敬の勧めで露領水産組合長に就任し、ロシア革命政府と漁業権の交渉を行った。また1922年5月、三重県の電力会社三重合同電気の設立に際し専務取締役に選出された。2年後の1924年7月、社長の川喜田久太夫とともに同社からは退く。1926年9月、静岡市長となり1929年9月まで在任。1931年に弁護士を開業した。